# Dan Mongrain
Daniel Mongrain (también conocido como Dan Mongrain) es cofundador de la banda  Martyr. Compone, canta y toca guitarra rítmica.
Mongrain fue una sesión y guitarrista de gira de las bandas de metal de Canadá Cryptopsy, Gorguts,  Alcoholica y Capharnaum
Además del género del metal, Dan Mongrain toca la guitarra con varios artistas de Quebec, incluyendo Dan Bigras, Leboeuf Breen y Bruno Pelletier para el musical Drácula - Entre l'amour et la mort.
Dan Mongrain imparte clases de guitarra de jazz y pop en el  Cégep régional de Lanaudière, Joliette Campus.

## Equipamiento

### Guitarra
- Liberatore Guitars

### Amplificación
- Orange Amplification e
- Marshall jcm-800
- Mesa/Boogie Dual Rectifier/Mark III

## Discografía

### Con Martyr
- Ostrogoth (1995) (Independent)
- Hopeless Hopes (1997) Re-release (Galy Records)
- Warp Zone (2000) (Warfare Records)
- Extracting The Core (2001) (Galy Records)
- Feeding The Abscess (2006) (Galy Records)
- Havoc in Quebec City DVD (2008) (Galy Records)

### Con Gorguts
- From Wisdom to Hate (2001)

### Con Capharnaum
- Fractured (2004)

### With Voivod
- Tatsumaki(Live in Japan DVD) (2009)
- Warriors of ice(Live in Mtl)(2011)